# Urmas Lattikas

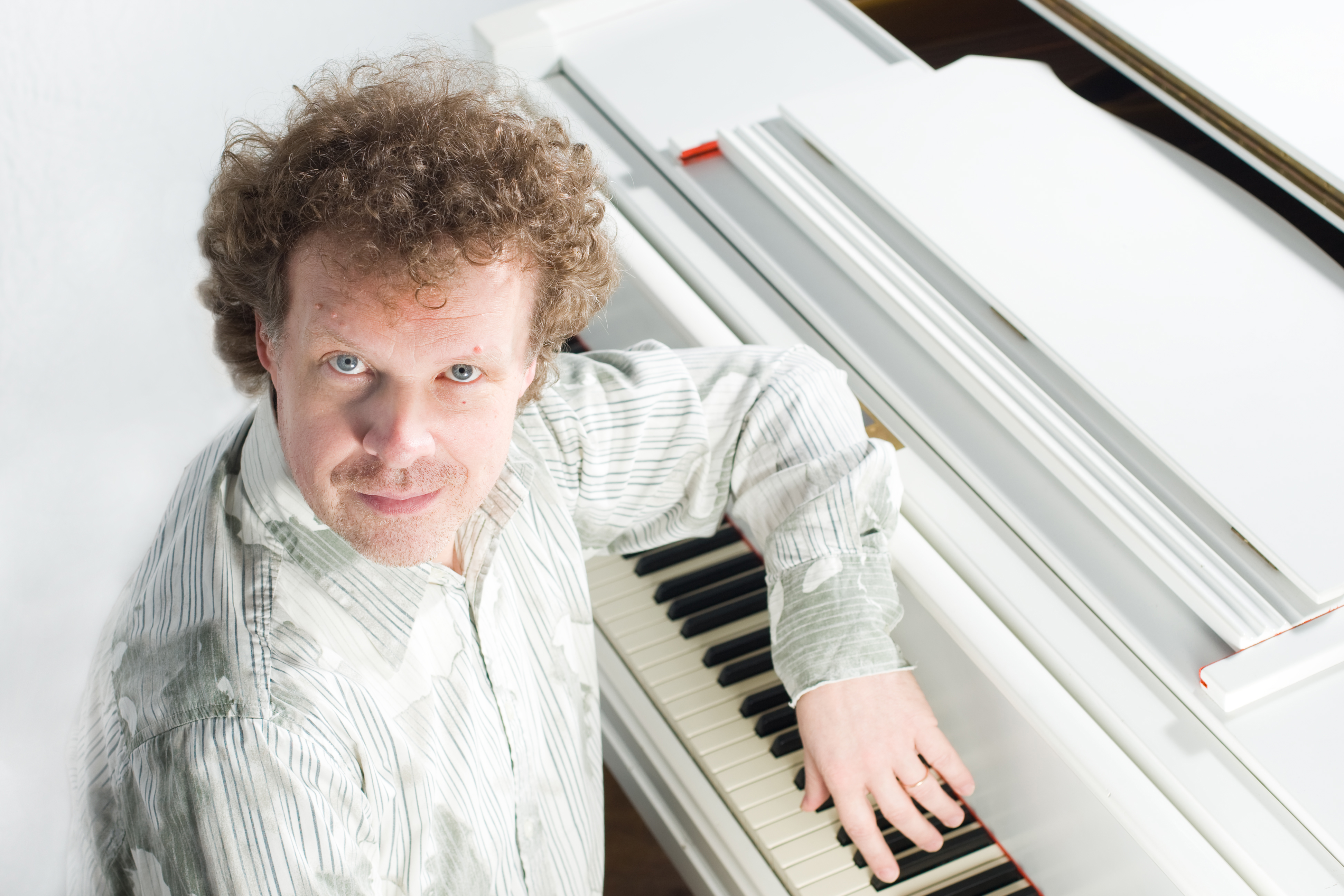
Urmas Lattikas (2011)

Urmas Lattikas (* 17. August 1960 in Tapa) ist ein estnischer Jazzpianist, Arrangeur, Komponist und Orchesterleiter.
Lattikas studierte 1977 bis 1986 an der estnischen Musikakademie; sein Postgraduiertenstudium (Jazzkomposition, Piano) absolvierte er an der Berklee School of Music in Boston (Abschluss 1990). Nach seiner Rückkehr nach Estland gründete er ein eigenes Jazz-Quintett, mit dem er beim Festival Jazzkaar 91 teilnahm und 1992 das Album Freedom To Love Freedom To Lose vorlegte. Zunehmend arbeitete er als Arrangeur im Bereich der Pop-, Jazz- und Klassischen Musik. 1994 leitete er das Orchester beim estnischen Beitrag des Eurovision Song Contest. Er schrieb neben Filmmusiken (Nõid (1988), Regie Elo Tust) Kompositionen für Chor, Orchester und Kammermusik. Unter eigenem Namen legte er mehrere Alben wie Freedom to Love vor.